# Gephyrostegidae
De Gephyrostegidae zijn een familie van uitgestorven Reptiliomorpha uit het Laat-Carboon, bestaande uit de geslachten Gephyrostegus, Bruktererpeton en Eusauropleura. Resten van Gephyrostegus zijn gevonden in Tsjechië, van Brukterepeton in Duitsland en van Eusauropleura in het oosten van de Verenigde Staten.